# Ezana akszúmi király
Ezana (Aezana vagy Aizan) az Akszúmi Királyság 4. század közepén élt uralkodója. Címe szerint "nigūśa nagaśt" ("a királyok királya"), Sába, Salhen, Himyar és Dhu-Raydan uralkodója. A hagyomány szerint apját Ella Amidát (Osuanast) követtea trónon, kiskorúsága idején anyja, Sofya volt a régens.
Akszúm királyai közül Zoskales után ő volt a második, akit korabeli források is említettek. 
Ezana testvérével, Se'azenával együtt az Etióp Ortodox Egyház szentje, ünnepüket október elsején tartják.

## Neve
Ezana nevét kizárólag pénzérméiről ismerjük, hiányzik az etióp királylistákról. Azokon ugyanis a kereszténység felvételével kapcsolatban egy Abreha/Asbeha nevű király szerepel. Elképzelhető hogy ezt a nevet később illesztették a listába, vagy pedig ez Ezana keresztelkedés után felvett neve.

## A kereszténység felvétele
Gyermekkorában nevelője és tanítója a hajótöröttként érkezett szíriai keresztény Frumentius volt. Az ő hatására valószínűleg 324 körül udvartartásával együtt megkeresztelkedett, ezzel országa lett az első, a kereszténységre áttért nagyobb birodalom.

## Külpolitika
Ezana 330 körül Alexandriába küldte Frumentiust, hogy a szerveződő etióp egyház számára papokat kérjen. Később II. Constantius római császár levelet írt Ezanának, hogy ismét küldje el Frumentius Alexandriába, bizonyos hitbeli tévedések tisztázására. A király ezt a kérést figyelmen kívül hagyta vagy visszautasította.
Ezana több hadjáratot indított, melyet feliratain örökített meg. 

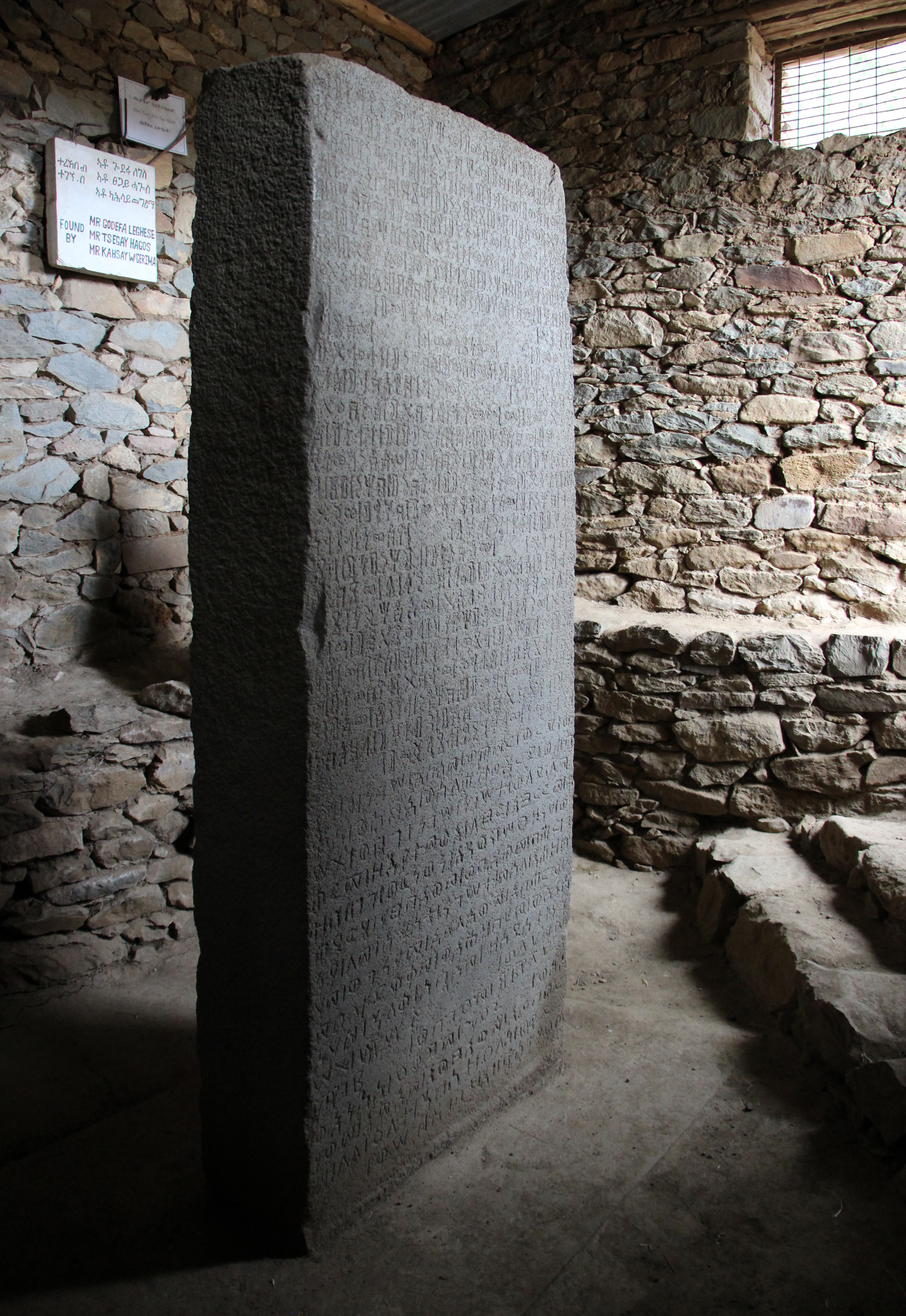
Ezana felirata Meroéban

Az egyik ilyen háromnyelvű (ge'ez, sábai és görög) beszámoló Meroéban maradt fenn, mely elmeséli a király megtérését és a Kusita Királyság felett aratott győzelmét. 350 körül Ezana elfoglalta a fővárost, Meroét. A rivális birodalom legyőzése különösen fontos volt az akszúmiak számára, hiszen így egyedül uralhatták a Nílus völgyében Egyiptomon át Rómába vezető kereskedelmi útvonalat. 
Ezana több obeliszket is állíttatott.

## Pénzei
Az Ezana által veretett pénzérmék a kereszténység felvétele előtt napot és félholdat ábrázoltak, a megkeresztelkedés után pedig megjelent rajtuk a kereszt. 1990-ben egy nagyobb pénzlelet került elő Indiából, ami a távolsági kereskedelmi kapcsolatok fontos szerepére utal.

## Fordítás
- Ez a szócikk részben vagy egészben  az   Ezana of Axum című angol Wikipédia-szócikk ezen változatának fordításán alapul.  Az eredeti cikk szerkesztőit annak laptörténete sorolja fel. Ez a jelzés csupán a megfogalmazás eredetét és a szerzői jogokat jelzi, nem szolgál a cikkben szereplő információk forrásmegjelöléseként.